# Anhalten (Straßenverkehr)
Unter Anhalten, auch Warten (Deutschland) oder Halten (Schweiz) versteht man im Straßenverkehr das Stehenbleiben eines Fahrzeugs, wenn es der Verkehrsablauf oder anderes verkehrsverbundenes Geschehen es erfordern.

## Definitionen
Eine kurze Definition gibt beispielsweise die österreichische Straßenverkehrsordnung (StVO):

„Anhalten: das durch die Verkehrslage oder durch sonstige wichtige Umstände erzwungene Zum-Stillstand-Bringen eines Fahrzeuges;“

Die Deutsche Straßenverkehrs-Ordnung (StVO) und deren Verwaltungsvorschrift (VwV-StVO) unterscheidet noch konkreter:
- Warten: Wird die Fahrt aufgrund einer Anordnung oder der Verkehrssituation unterbrochen, wird im Sinne der StVO nicht gehalten, sondern gewartet: „Wer durch die Verkehrslage oder durch eine Anordnung aufgehalten ist, der wartet“ (Zu § 5 Überholen und § 6 Vorbeifahren, VwV-StVO;[2] trotzdem findet sich Anhalten für den Sachverhalt beispielsweise im § 37 Abs. 2 Nr. 1 StVO zu Wechsellichtzeichen: „Nach dem Anhalten ist das Abbiegen nach rechts auch bei Rot erlaubt, …“ oder im Text zu Zeichen 206 Halt. Vorfahrt gewähren : „… muss anhalten“, Zeichen 131 Lichtzeichenanlage: „… dass ein rechtzeitiges Anhalten problemlos möglich ist“, und anderen Zeichen;). Warten „wird dem unterbrochenen Verkehrsvorgang des fließenden Verkehrs zugerechnet“.[3]
- Anhalten: Auch speziell für Weisungen der Polizeibeamten (§ 36 Abs. 5 StVO)
- § 34 Abs. 1 Nr. 1 StVO fordert von Beteiligten an einem Verkehrsunfall, „unverzüglich zu halten“
- Liegenbleiben: Kann ein Fahrzeug aus technischen Gründen die Fahrt nicht fortsetzen (Kraftstoffmangel, technischer Schaden, § 15 StVO)

Das Schweizerische Strassenverkehrsgesetz (SVG) und die  dazugehörigen Verordnungen (VRV, SSV) – wie auch die entsprechenden Liechtensteiner Vorschriften – verwenden Anhalten, Warten, Halten (bis auf den Spezialfall Halten und Parken) weitgehend austauschbar.

## Beispiele
Anhalten ist im Straßenverkehr beispielsweise gefordert (in Klammern Beispiele spezieller Regelungen der Verkehrsordnungen):
- Vorfahrt/Vorrang/Vortritt geben (Warten): ungeregelte Kreuzung/rechts vor links (§ 19 Abs. 1 öStVO, Art. 36 Abs. 2 chSVG), geregelte Kreuzung/rote Ampel , Halt-Zeichen eines Verkehrspostens (§ 36 Abs. 2 dStVO, § 37 Abs. 1 öStVO), Stoppschild (Halt) ; im Bedarfsfall: negativer Vorrang (Nachrang) , Einordnen lassen von öffentlichen Bussen aus Haltbuchten (§ 20 Abs. 5 dStVO, § 26a Abs. 2 öStVO, Art. 17 Abs. 5 chVRV), an Zebrastreifen  (§ 26 Abs. 1 dStVO, § 9 Abs. 2 öStVO, Art. 33 Abs. 2 chSVG) und Radfahrerüberfahrt  (§ 9 Abs. 2 öStVO)
- aufgrund eines Verkehrshindernisses warten: Anhalten des Vorherfahrenden beim Hintereinanderfahren, (insbesondere Stau), geschlossene Schranke, Bahnübergänge
- Amtshandlungen (Anhalten i. e. S.) : Lenker- oder Fahrzeugkontrolle, Verkehrserhebungen, allfällig Zollkontrolle, Maut
- bei Verkehrsunfällen Beteiligte zu Sicherung, Hilfeleistung und für die Unfallaufnahme (§ 34 Abs. 1 dStVO, § 4 öStVO, Art. 51 Abs. 1 chSVG)[8]
- bei widrigen Umständen, wenn es die allgemeine Verkehrssicherheit erfordert: vor unübersichtlichen Stellen (Art. 32 Abs. 1 chSVG), kein Fahren möglich (wegen sehr schlechter Sicht, übermäßigem Wasser auf der Fahrbahn), Unpässlichkeiten des Lenkers (keine Fahrtüchtigkeit mehr gegeben)
- aus technischen Gründen (Liegenbleiben): Kraftstoffmangel, technischer Schaden (§ 15 dStVO)
- im Bedarfsfall, wenn besondere Rücksicht notwendig ist: Kinder überqueren die Straße (§ 29a Abs. 1 öStVO), Vorbeifahren an öffentlichen Verkehrsmitteln, denen Passagiere Aus- und Zusteigen (§ 20 Abs. 2,4 dStVO, § 17 Abs. 2 öStVO), wenn Ausweichen wegen zu wenig Platz nicht möglich ist (§ 10 Abs. 2 öStVO, Art. 45 Abs. 1 chSVG), langsame Fahrzeuge, um andere überholen zu lassen (§ 5 Abs. 6 dStVO)